# Modisimus culicinus
Modisimus culicinus là một loài nhện trong họ Pholcidae. Loài này komt wereldwijd voor.